# Laddonia (Missouri)
Cet article possède un paronyme, voir Ladonia (homonymie).
Laddonia est une ville du comté d'Audrain, dans le Missouri, aux États-Unis,. Située au nord-est du comté, elle est incorporée en 1871.

## Démographie
Lors du recensement de 2010, la ville comptait une population de 513 habitants. Elle est estimée, en 2016, à 507 habitants.

## Source de la traduction
- (en) Cet article est partiellement ou en totalité issu de l’article de Wikipédia en anglais intitulé « Laddonia, Missouri » (voir la liste des auteurs).